# Ángel Bargas
Ángel Bargas (29 d'octubre de 1946) és un exfutbolista argentí.

## Selecció de l'Argentina
Va formar part de l'equip argentí a la Copa del Món de 1974.